# Uhrîniv, Pidhaiți
Uhrîniv (în ucraineană Угринів) este localitatea de reședință a comunei Uhrîniv din raionul Pidhaiți, regiunea Ternopil, Ucraina.

## Demografie
Componența lingvistică a localității Uhrîniv
     Ucraineană (99,76%)
     Alte limbi (0,12%)
Conform recensământului din 2001, majoritatea populației localității Uhrîniv era vorbitoare de ucraineană (99,76%), existând în minoritate și vorbitori de alte limbi.